# Amazonas de Yaxunah
Las Amazonas de Yaxunah municipio de Yaxcabá, Yucatán son un equipo de sóftbol femenino. El equipo se conforma por 26 jugadoras, de entre 13 y 62 años.Llamaron la atención por jugar con huipiles.
Hasta octubre de 2023, el equipo está capitaneado por Sitlali Yovana Poot Dzib y lo entrena Joel Díaz Canul, su esposo. Canul también es hijo de otra jugadora, María Enedina Canul Poot.
En 2023 ESPN lanzó un documental sobre el equipo y en junio de 2024 se estrenará otro documental sobre su trayectoria en la que participará Yalitza Aparicio 

## Historia
Las Amazonas comenzaron en 2018 como un colectivo informal de niñas y mujeres mayas en Yaxunah que jugaban softbol entre sí y contra niños de la comunidad como parte de un programa de acondicionamiento físico. En sus inicios, utilizaban tablas como bates tablas de madera y jugaban sin guantes. Seis meses después comenzaron a jugar contra otro equipo de softbol femenino de Pisté A partir de ahí, el equipo comenzó a disputar más partidos contra otros equipos de Yucatán, Campeche y Quintana Roo.
Se nombraron, Las Amazonas , en honor a la "tenacidad y fiereza" del equipo, y su perseverancia frente al machismo. Desde que el equipo ha ganado más atención, las actitudes en la región han cambiado y  la comunidad apoya al equipo y a sus jugadores.
En 2021, el equipo ganó su primer campeonato, superando a Las Cardenales y Las Felinas de Kancabdzonot. En julio, de 2022 el equipo fue invitado a jugar en el Parque Álamo de Kukulcán, lugar en donde entrena el equipo de beisbol, Leones de Yucatán.
En septiembre de 2023, fueron a Estados Unidos, en honor al Mes de la Herencia Hispana. Las Amazonas fueron invitadas a Arizona para jugar un juego de exhibición en Chase Field contra los Phoenix University Falcons, También, asistieron a un juego entre los Diamondbacks de Arizona y los Gigantes de San Francisco, donde realizaron el primer lanzamiento ceremonial.